# Muhammad Rijad al-Wafi
Muhammad Rijad al-Wafi, Mohamed Riad Louafi (ar. محمد رياض الوافي ; ur. 23 października 1987) – algierski zapaśnik walczący przeważnie w stylu wolnym. Olimpijczyk z Londynu 2012, gdzie zajął szesnaste miejsce w kategorii 84 kg.
Zdobył pięć medali na mistrzostwach Afryki, srebrny w 2012, 2013 i 2014. Złoty i brązowy medalista mistrzostw śródziemnomorskich w 2014. Wicemistrz arabski w 2012 w obu stylach zapaśniczych.
- Turniej w Londynie 2012

W pierwszej rundzie miał wolny los a potem przegrał z Białorusinem Sosłanem Gatcijewem i odpadł z turnieju.